# Оден, Мишель (математик)
Мишель Оден (фр. Michèle Audin, род. в 3 января 1954 в Алжире) — французский математик, известная исследованиями в области симплектической геометрии, профессор Института перспективных математических исследований (IRMA) Страсбургского университета в 1987—2014 годах, член УЛИПО. Дочь математика Мориса Одена.
В 2009 году награждена Орденом Почётного легиона, который отказалась принимать ввиду того, что президент Николя Саркози не ответил на запрос её матери расследовать убийство Мориса Одена.

## Публикации
- С Ana Cannas da Silva[англ.], Eugène Lerman : Symplectic geometry of integrable Hamiltonian systems (Симплектическая геометрия интегрируемых гамильтоновых систем), Birkhäuser 2003.
- Géométrie (Геометрия), EDP Sciences, 2005
- Hamiltonian systems and their integrability (Гамильтоновы системы и их интегрируемость), AMS, 2008
- Souvenirs sur Sofia Kovalevskaïa (Вспоминая Софью Ковалевскую), Calvage et Mounet, 2008.
- Fatou, Julia, Montel, le Grand Prix des sciences mathématiques de 1918, et après, Springer, 2009
- Une histoire de Jacques Feldbau, Société mathématique de France, collection T, 2010.
- Correspondance entre Henri Cartan et André Weil (1928—1991), Documents Mathématiques 6, SMF, 2011.
- Une vie brève (Короткая жизнь), Gallimard — L’arbalète, 2013, Prix Ève-Delacroix
- Cent vingt et un jours (121 день), Gallimard — L’arbalète, 2014
- Mademoiselle Haas, Gallimard — L’arbalète, 2016
- Comme une rivière bleue, Gallimard, coll. " L’arbalète ", 2017
- Oublier Clémence (Забыть Клеманс), Gallimard, coll. " L’arbalète ", 2018 ISBN 978-2072821172
- Eugène Varlin, ouvrier relieur 1839—1871 (Эжен Варлен, печатник), Libertalia, 2019